# 徵姓
徵姓，可以读作“征”或“止”，两种姓氏均为罕见姓氏。近代以来徵姓有简写作“征”的。

## 徵姓（读若征）
“徵”字读若“征”的徵姓在《郑通志·氏族略》中有记载。郑樵引述杜宇《左传》的注解称徵姓是商末理官理徵的后人。《姓氏考略》根据《路史》注称徵姓为“赢秦之后”。:811

## 徵姓（读若止）
“徵”字读若“止”的徵姓在《姓氏考略》中有记载。三国时期有徵崇，为孙吴大臣，原本姓李，因避乱改姓，清代史学家张澍认为其姓氏应当读若“止”。《姓氏词典》注引《希姓录》称“徵氏，微子之后。”由于“徵”为古代五音之一，《中华古今姓氏大辞典》认为“徵姓”还可能是弄音律的人以五音为姓而产生。:815

## 延伸阅读
[在维基数据编辑]
 《欽定古今圖書集成·明倫彙編·氏族典·徵姓部》，出自陈梦雷《古今圖書集成》